# Sabu
För andra betydelser, se Sabu (olika betydelser).
Sabu, artistnamn för Sabu Dastagir, född 27 januari 1924 i Karapur i Mysore, död 2 december 1963 i Chatsworth i Kalifornien, var en indisk skådespelare, bosatt i USA från 1944.

## Filmografi i urval
- 1937 – Elephant Boy (även visad som Djungelns son samt Elefantpojken)
- 1938 – Uppror i bergen
- 1940 – Tjuven i Bagdad
- 1942 – Djungelboken
- 1942 – Tusen och en natt
- 1943 – Vita fångar i Söderhavet
- 1944 – Cobraön
- 1946 – Tanger - intrigernas stad
- 1947 – Svart narcissus
- 1947 – Den hemlighetsfulla floden
- 1948 – Djävulstigern från Kumaon
- 1949 – Djungelns härskare
- 1952 – Goddag, elefant!
- 1953 – Den svarta tigern
- 1963 – Tigern från Malaja
- 1964 – En tiger på rymmen